# THAAD
Terminal High Altitude Area Defense (THAAD) je americký protiletadlový raketový komplet sloužící především k obraně proti balistickým raketám krátkého a středního doletu. Má též omezenou působnost proti mezikontinentálním raketám. Systém slouží především k ochraně důležitých strategických oblastí, jako jsou vojenské základny, nebo populační centra. Specifikem systému je, že dokáže zasahovat cíle letící v kosmickém prostoru. Neničí je však explozí, nýbrž zásahem kinetické hlavice. Systém vyvinula americká korporace Lockheed Martin. Do služby byl zaveden roku 2009. Jeho provozovatelem je agentura Missile Defense Agency (MDA). THAAD tvoří jednou ze tří vrstev americké protiraketové obrany. Vnější vrstvou je systém Aegis se střelami Standard SM-3, likvidujícími balistické rakety mimo atmosféru, ve středu jsou střely systému THAAD ničící balistické rakety při jejich vstupu do atmosféry a poslední vrstvou jsou raketové komplety Patriot PAC-3. Zahraničními uživateli systému jsou ozbrojené síly Spojených arabských emirátů a Korejské republiky. Zájem projevili také Katar a Saúdská Arábie.

## Vývoj

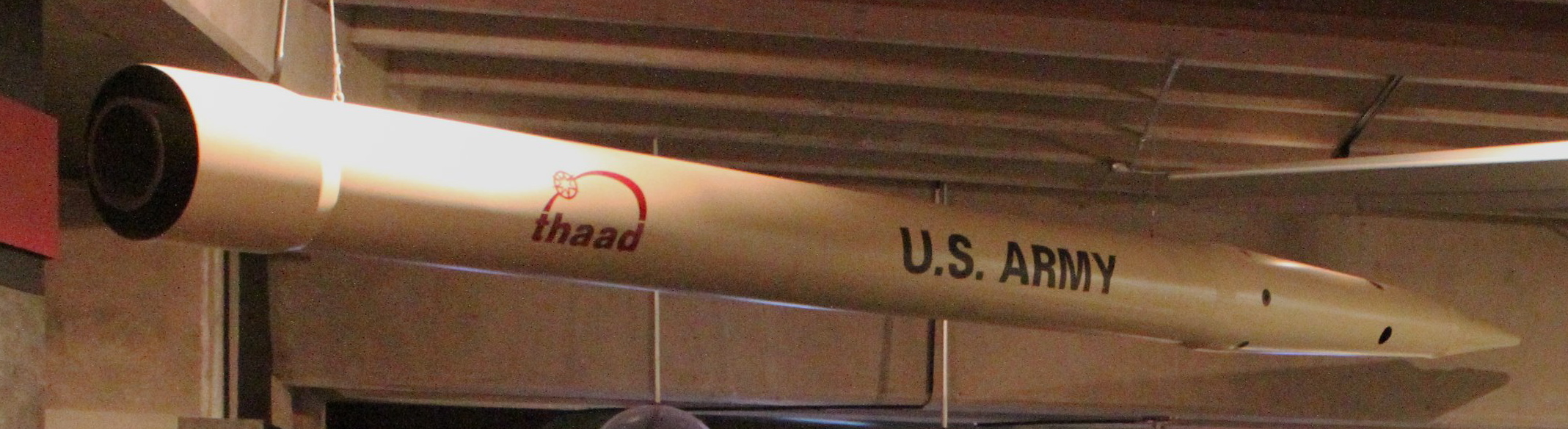
Kinetická hlavice střely THAAD

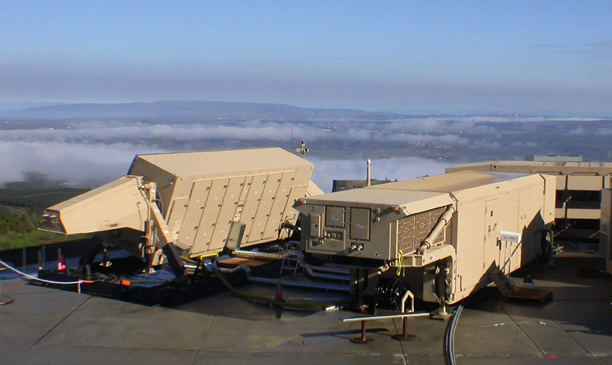
Radar AN/TPY-2

Systém THAAD byl vyvinut jako náhrada protiletadlového raketového kompletu Patriot. Ten byl za války v Zálivu neúspěšně použit proti iráckým raketám Scud a proto byl jeho bojový potenciál vyhodnocen jako ne zcela dostačující a americká armáda roku 1990 vydala požadavky na nový výkonnější protiraketový systém. Roku 1992 kontrakt na vývoj systému získala zbrojovka Lockheed Martin. Na vývoji se podílely další společnosti, např. Raytheon (radar), Northrop Grumman (řídící a kontrolní centrum) a TRW (software). Nejprve proběhla zkušební a demonstrační fáze projektu, přičemž zkušební odpaly proběhly v letech 1995–1999. Prvního úspěšného zásahu systém dosáhl roku 1999 (sestřelen byl cvičný cíl Hera simulující raketu Scud).
Roku 2000 se vývoj systému THAAD překlopil do druhé fáze (EMD – engineering and manufacturing development). Roku 2004 byla v nové továrně Lockheed Martin ve městě Troy v alabamském Pike County zahájena výroba prvních 16 střel THAAD. Roku 2005 byly zahájeny testy na raketové střelnici White Sands Missile Range v Novém Mexiku. V květnu 2006 byly poprvé najednou vyzkoušeny všechny hlavní komponenty systému THAAD (radar, kontrolní systém, odpalovací zařízení, střela). V lednu 2007 byly zkoušky přesunuty na pacifickou střelnici na Havajských ostrovech. Ve stejném roce byla objednána výroba prvních dvou operačních baterií THAAD (dva radary, dvě kontrolní centra, šest mobilních vypouštěcích zařízení a 48 střel).
Hlavice THAADu využívá soustavy zrcadel s minimálně jedním kývajícím se zrcadlem pro skenování zorného pole (čímž se odlišuje od SM-3 která fyzicky posunuje celou hlavici nebo Arrow-3, kde rotuje celá optická soustava). Korekce dráhy jsou nejspíše prováděny s pomocí stlačeného hélia skrze trysky na boku hlavice. Schopnost rozpoznávat zahřívané klamné cíle je pravděpodobně omezená (jedná se o elektroniku původem z konce 90. let), stejně jako schopnost zasahovat vůči hypersonickým střelám. Navíc pokrytí radaru, stejně jako u jiných systémů, nemůže být plných 360° ale nejspíše pouze 120°. Takže země ohrožená z více směrů potřebuje i více systémů THAAD. Celková finanční smysluplnost takového systému je pak pochybná a proto se jeho rozšíření omezuje na USA a bohaté ropné státy, např. Japonsko THAAD z výše uvedených důvodů odmítlo.
THAAD byl do služby zaveden roku 2009, kdy byly aktivovány první dvě baterie (ve Fort Bliss v Texasu a na Havajských ostrovech), přičemž k roku 2012 byly objednány měla ještě další tři. Výrobce pokračuje v dalším zdokonalování systému. Armáda například plánuje vývoj vylepšené kinetické hlavice THAAD ER (do roku 2025).

## Popis

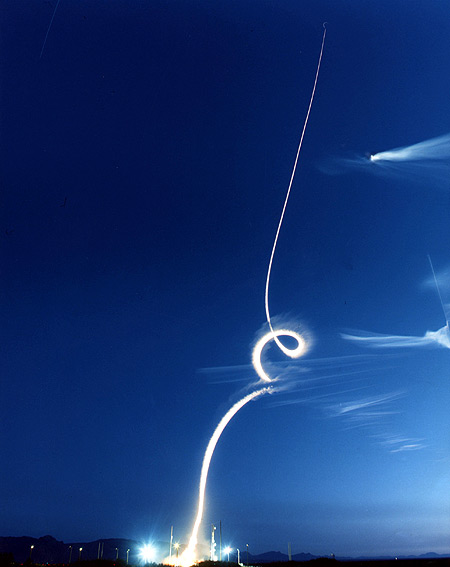
Vypuštění střely THAAD

Baterii systému THAAD tvoří čtyři hlavní komponenty – radar Raytheon AN/TPY-2 (pásma I a J) s dosahem až 870–3000 km, řídící a kontrolní systém (ten je informačně propojen se systémy Aegis a Patriot) a mobilní vypouštěcí zařízení nesoucí osm střel. Americká palebná baterie využívá šest mobilních vypouštěcích zařízení nesoucích celkem 48 střel. Vypouštěcí zařízení je umístěno na těžkém nákladním automobilu s vysokou průchodností Oshkosh M1120 LHS. Střelu systému THAAD tvoří startovací motor, mezistupeň, kinetická hlavice a aerodynamický kryt. Střelu při startu pohání jednostupňový raketový motor na tuhé pohonné látky Pratt & Whitney Rocketdyne s vektorováním tahu. Po jeho odpojení střelu urychlí raketový mezistupeň, přičemž samotná kinetická hlavice v terminální fázi letu manévruje pomocí systému DACS (Divert and Attitude Control System) na kapalné pohonné látky, vyvinutého společností Pratt & Whitney Rocketdyne. Střela je v terminální fázi naváděna infračerveným senzorem BAe Systems.Střela nenese výbušnou hlavicí, ale svůj cíl při zásahu ničí kinetickou energií. Kvůli nabrání dostatečné energie po vypuštění získá velmi rychlou rotaci. Systém je schopen ničit cíle přibližně ve výškách do 150 km a na vzdálenost až 200 km.

## Služba

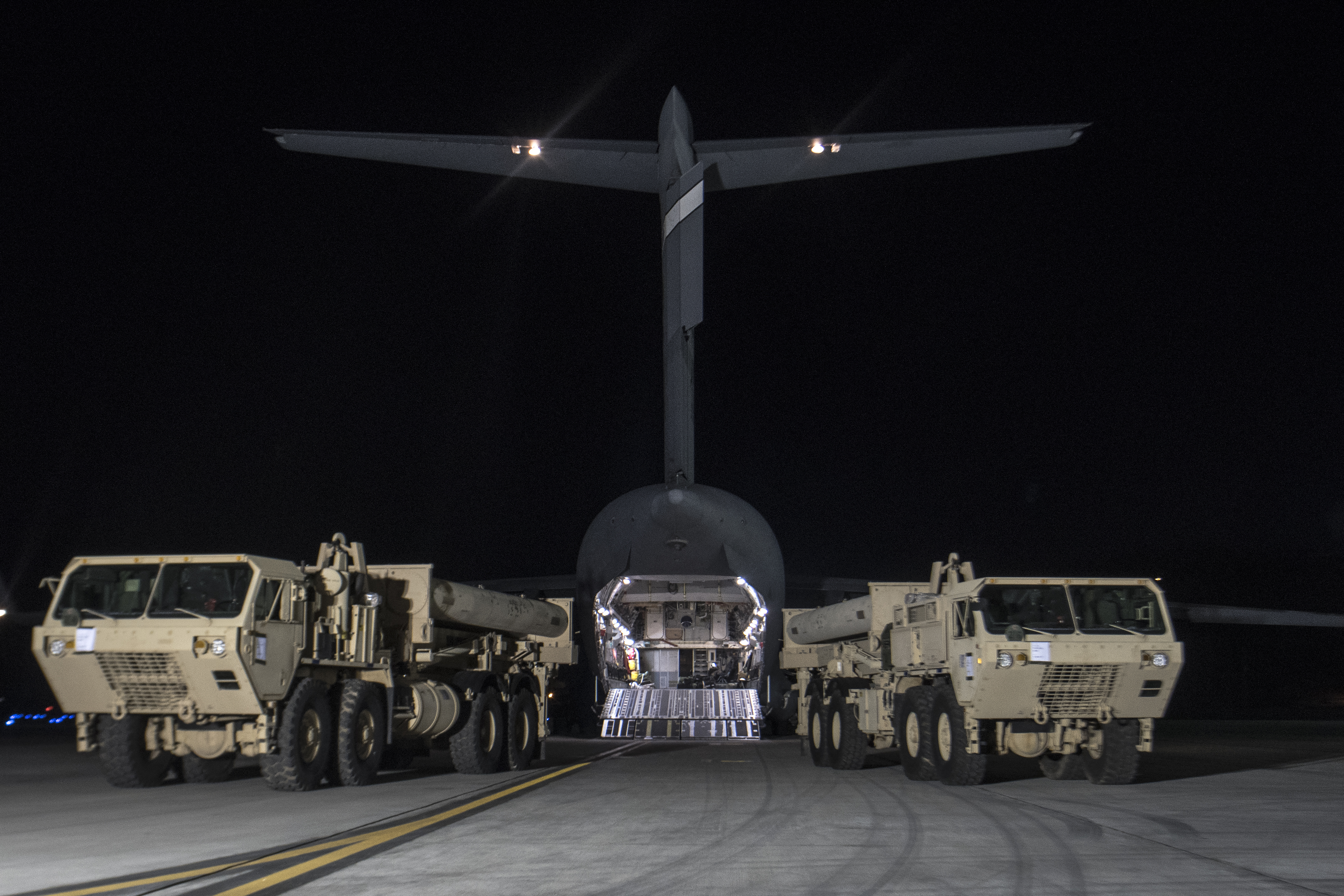
Dvojice mobilních vypouštěcích zařízení THAAD je vykládána na letišti v Jižní Koreji, březen 2017.

Speciálně pro jednotky vyzbrojené systémem THAAD americká armáda v roce 2015 otevřela výcvikové středisko v oklahomském Fort Sill. Kvůli hrozbám Severní Koreje byl roku 2013 jeden systém THAAD převelen na ostrov Guam. V souvislosti se severokorejskými nukleárními testy bylo roku 2014 rozhodnuto o umístění systému THAAD do Jižní Koreje, která by tak získala lepší ochranu proti případnému severokorejskému raketovému útoku. To vyvolalo mezi USA a ČLR s Ruskem, kterým se nelíbí především umístění moderního radaru AN/TPY-2. Přesun první baterie THAAD přitom byl zahájen v březnu 2017.
První bojové nasazení systému THAAD proběhlo 17. ledna 2022 ve Spojených arabských emirátech. Íránem podporované militantní hnutí Ansar Alláh napadlo několik cílů pomocí balistických raket. Systém THAAD ozbrojených sil Spojených arabských emirátů, tvořící obranu Abú Zabí, zničil jednu balistickou raketu středního doletu mířící na ropné zařízení.
V říjnu 2024 byla do Izraele vyslána baterie systému THAAD, aby posílila tamní protiraketovou obranu. Ve čtvrtek 26. prosince 2024 tento systém THAAD sestřelil balistickou raketu středního doletu vypuštěnou Íránem podporovanými jemenskými Hútíji. Bylo to první úspěšné nasazení systému THAAD provozovaného americkou armádou. Úplně prvního sestřelu v roce 2022 dosáhl exportovaný do Spojených arabských emirátů.

## Zahraniční uživatelé
- Spojené arabské emiráty – První zahraniční uživatel systému. THAAD poprvé poptáván roku 2008. Roku 2011 byly objednány dvě baterie v ceně 1,96 miliardy dolarů.[2] Dodávky začaly roku 2015. Do začátku roku 2022 mělo být dodáno 48 střel.[6]
- Saúdská Arábie – Druhý zahraniční uživatel. Roku 2017 objednáno sedm radarů, 44 odpalovacích zařízení a 360 střel. Dodávky začaly roku 2019.[6]

## Hlavní technické údaje
- Hmotnost střely: 900 kg
- Délka střely: 6,17 m
- Průměr střely: 0,34 m
- Dosah: cca 200 km
- Výškový dosah: cca 150 km